# Persone di cognome Richards
| Questa pagina contiene informazioni ricavate automaticamente dalle voci biografiche con l'ausilio del template Bio e di un bot. L'aggiornamento è periodico e automatico e ricostruisce completamente la pagina. Se manca una persona in questa lista, sei pregato di non aggiungerla, ma accertati piuttosto che la sua voce biografica contenga il template Bio e che i dati anagrafici siano correttamente compilati. Se il template Bio manca, inseriscilo tu stesso o, in alternativa, metti l'avviso {{tmp\|Bio}} che ne segnala la mancanza. Se i dati riportati sono sbagliati, correggi direttamente la voce biografica; le modifiche saranno visibili in questa lista entro pochi giorni. Per chiarimenti vedi il progetto antroponimi. La lista contiene solo le 93 persone che sono citate nell'enciclopedia e per le quali è stato implementato correttamente il template Bio. Pagina aggiornata al 23 apr 2025. |

Questa è una lista di persone presenti nell'enciclopedia che hanno il cognome Richards, suddivise per attività principale.

## Allenatori di calcio(1)
- Ray Richards, allenatore di calcio e ex calciatore australiano (Croydon, n. 1946)

## Altisti(2)
- Alma Richards, altista statunitense (Parowan, n. 1890 - Long Beach, † 1963)
- Raymond Richards, altista giamaicano (n. 2001)

## Antropologhe(1)
- Audrey Richards, antropologa britannica (Londra, n. 1899 - Midhurst, † 1984)

## Astisti(1)
- Bob Richards, astista e politico statunitense (Champaign, n. 1926 - † 2023)

## Astronauti(2)
- Paul William Richards, ex astronauta e ingegnere statunitense (Scranton, n. 1964)
- Richard Noel Richards, ex astronauta statunitense (Key West, n. 1946)

## Attori(5)
- Addison Richards, attore statunitense (Zanesville, n. 1887 - Los Angeles, † 1964)
- J. August Richards, attore statunitense (Washington, n. 1973)
- Keith Richards, attore statunitense (Pittsburgh, n. 1915 - Los Angeles, † 1987)
- Michael Richards, attore e produttore televisivo statunitense (Culver City, n. 1949)
- Paul Richards, attore statunitense (Hollywood, n. 1924 - Culver City, † 1974)

## Attrici(9)
- Angela Richards, attrice e cantante britannica (n. 1944)
- Ann Richards, attrice australiana (Sydney, n. 1917 - Torrance, † 2006)
- Ariana Richards, attrice statunitense (Healdsburg, n. 1979)
- Dakota Blue Richards, attrice britannica (Londra, n. 1994)
- Denise Richards, attrice e modella statunitense (Downers Grove, n. 1971)
- Erin Richards, attrice gallese (Penarth, n. 1986)
- Jasmine Richards, attrice, cantante e ballerina canadese (Ontario, n. 1990)
- Kim Richards, attrice statunitense (Mineola, n. 1964)
- Kyle Richards, attrice statunitense (Los Angeles, n. 1969)

## Batteristi(1)
- Bob Richards, batterista e compositore britannico (Edimburgo, n. 1965)

## Calciatori(12)
- Tony Richards, calciatore inglese (Birmingham, n. 1934 - † 2010)
- Ashley Richards, ex calciatore gallese (Swansea, n. 1991)
- Carlos Richards, calciatore gibilterriano (Londra, n. 2005)
- Chris Richards, calciatore statunitense (Birmingham, n. 2000)
- Dane Richards, ex calciatore giamaicano (Montego Bay, n. 1983)
- Dean Ivor Richards, calciatore inglese (Bradford, n. 1974 - Leeds, † 2011)
- Dujuan Richards, calciatore giamaicano (Port Royale, n. 2005)
- George Richards, calciatore inglese (n. 1880 - † 1959)
- John Richards, ex calciatore inglese (Warrington, n. 1950)
- Matt Richards, ex calciatore inglese (Harlow, n. 1984)
- Micah Richards, ex calciatore inglese (Birmingham, n. 1988)
- Omar Richards, calciatore inglese (Lewisham, n. 1998)

## Cantanti(1)
- J. R. Richards, cantante e attore statunitense (Santa Barbara, n. 1967)

## Cestiste(4)
- DiDi Richards, cestista statunitense (Cypress, n. 1999)
- Gabrielle Richards, ex cestista australiana (Melbourne, n. 1984)
- Samantha Richards, ex cestista australiana (Melbourne, n. 1983)
- Shereesha Richards, cestista giamaicana (Kingston, n. 1993)

## Cestisti(6)
- JaJa Richards, ex cestista americo-verginiano (Saint Croix, n. 1974)
- Kirk Richards, cestista statunitense (Flagstaff, n. 1957 - El Paso, † 2003)
- Nick Richards, cestista giamaicano (Kingston, n. 1997)
- Rasheem Richards, ex cestista americo-verginiano (Charlotte Amalie, n. 1990)
- Ryan Richards, cestista britannico (Sittingbourne, n. 1991)
- Shane Richards, cestista statunitense (Manhattan, n. 1994)

## Chimici(1)
- Theodore William Richards, chimico statunitense (Germantown, n. 1868 - Cambridge, † 1928)

## Chitarristi(1)
- Keith Richards, chitarrista, cantautore e attore britannico (Dartford, n. 1943)

## Conduttori televisivi(1)
- Michael G. Richards, conduttore televisivo, produttore televisivo e personaggio televisivo statunitense (Burbank, n. 1975)

## Critici letterari(1)
- I. A. Richards, critico letterario, scrittore e insegnante britannico (Sandbach, n. 1893 - Cambridge, † 1979)

## Direttori della fotografia(1)
- Joshua James Richards, direttore della fotografia britannico

## Dirigenti sportivi(1)
- David Richards, dirigente sportivo e ex copilota di rally britannico (St Paul's Cray, n. 1952)

## Fantini(1)
- Gordon Richards, fantino inglese (Oakengates, n. 1904 - Kintbury, † 1988)

## Fisici(1)
- Richard Richards, fisico e esploratore australiano (Bendigo, n. 1893 - † 1985)

## Fotografi(1)
- Eugene Richards, fotografo statunitense (Dorchester, n. 1944)

## Giocatori di baseball(2)
- Garrett Richards, giocatore di baseball statunitense (Riverside, n. 1988)
- Jeff Richards, giocatore di baseball e attore statunitense (Portland, n. 1924 - San Bernardino, † 1989)

## Giocatori di football americano(3)
- Asim Richards, giocatore di football americano statunitense (Filadelfia, n. 2000)
- Jim Richards, giocatore di football americano statunitense (Charlotte, n. 1946 - † 2022)
- Jordan Richards, giocatore di football americano statunitense (Sacramento, n. 1993)

## Hockeisti su ghiaccio(2)
- Brad Richards, hockeista su ghiaccio canadese (Murray Harbour, n. 1980)
- Mike Richards, hockeista su ghiaccio canadese (Kenora, n. 1985)

## Infermiere(1)
- Linda Richards, infermiera statunitense (West Potsdam, n. 1841 - Boston, † 1930)

## Informatici(1)
- Martin Richards, informatico britannico (n. 1940)

## Maratoneti(1)
- Tom Richards, maratoneta britannico (n. 1910 - † 1985)

## Medici(1)
- Dickinson Richards, medico e fisiologo statunitense (Orange, n. 1895 - Lakeville, † 1973)

## Modelle(1)
- Brooke Richards, modella e attrice statunitense (York, n. 1976)

## Modelli(1)
- Hoyt Richards, supermodello e attore statunitense (Syracuse, n. 1962)

## Montatori(1)
- Thomas Richards, montatore statunitense (Dalton, n. 1899 - Los Angeles, † 1946)

## Mountain biker(1)
- Evie Richards, mountain biker e ciclocrossista britannica (Malvern, n. 1997)

## Nuotatori(1)
- Matthew Richards, nuotatore britannico (n. 2002)

## Oculiste(1)
- Renée Richards, oculista e ex tennista statunitense (New York, n. 1934)

## Pallavoliste(1)
- Kristin Richards, pallavolista statunitense (Orem, n. 1985)

## Pesisti(1)
- O'Dayne Richards, pesista giamaicano (Saint Andrew, n. 1988)

## Pittori(1)
- William Trost Richards, pittore statunitense (Filadelfia, n. 1833 - † 1905)

## Polistrumentisti(1)
- Geoffrey Richardson, polistrumentista, compositore e produttore discografico britannico (Hinckley, n. 1950)

## Politici(2)
- George Maxwell Richards, politico e ingegnere trinidadiano (San Fernando, n. 1931 - Port of Spain, † 2018)
- Matthias Richards, politico statunitense (Pottstown, n. 1758 - † 1830)

## Produttori cinematografici(1)
- Martin Richards, produttore cinematografico statunitense (New York, n. 1932 - New York, † 2012)

## Pugili(1)
- Adam Richards, pugile statunitense (Smyrna, n. 1980)

## Rapper(1)
- Rich Boy, rapper statunitense (Mobile, n. 1983)

## Registi(2)
- Dick Richards, regista, sceneggiatore e produttore cinematografico statunitense (New York, n. 1936)
- Lloyd Richards, regista canadese (Toronto, n. 1919 - New York, † 2006)

## Rugbiste a 15(1)
- Anna Richards, rugbista a 15 e allenatrice di rugby a 15 neozelandese (Timaru, n. 1964)

## Rugbisti a 15(2)
- Dean Richards, ex rugbista a 15 e allenatore di rugby a 15 britannico (Nuneaton, n. 1963)
- Peter Richards, rugbista a 15 e allenatore di rugby a 15 inglese (Portsmouth, n. 1978)

## Schermidori(1)
- Edwin Richards, schermidore statunitense (Boston, n. 1929 - Las Vegas, † 2012)

## Surfisti(1)
- Mark Richards, surfista australiano (Newcastle, n. 1957)

## Taekwondoka(1)
- Ruebyn Richards, taekwondoka britannico (Nottingham, n. 1993)

## Tennisti(1)
- Vincent Richards, tennista statunitense (Yonkers, n. 1903 - Yonkers, † 1959)

## Velociste(1)
- Sandie Richards, ex velocista giamaicana (Clarendon, n. 1968)

## Velocisti(1)
- Jereem Richards, velocista trinidadiano (Point Fortin, n. 1994)

## Wrestler(1)
- Davey Richards, ex wrestler statunitense (Othello, n. 1983)

## Senza attività specificata(1)
- Charles Richards, ex pentatleta statunitense (Tacoma, n. 1945)